# 盛泽镇
盛泽镇位于中国江苏省苏州市南部，是吴江区所辖的9个镇之一，毗邻浙江省嘉兴市。盛泽镇属于江苏省苏州市吴江区，位于江苏省的最南端，地处长江三角洲和太湖地区的中心地带，南接浙江湖州、嘉兴，北依苏州，东临上海，西濒太湖。2014年，盛泽镇总面积150平方公里，其中城区建成面积45.98平方公里、规划工业产业区60平方公里，下辖8个社区、35个行政村，全镇户籍人口13.3万、外来人口超30万，是吴江区两个主城区之一。盛泽镇是中国重要的丝绸纺织品生产基地和产品集散地，历史上以“日出万匹、衣被天下”闻名于世，有“绸都”的美称。2016年盛泽镇的人均GDP超过4万美元，接近日本人均GDP的水平，是全国人均值的6倍。创建于1986年的中国东方丝绸市场， 2016年市场交易额实现1115多亿元，连续九年成为全国纺织品专业市场第一。 2017年， 综合实力千强镇排名第十。2019年，中国百强乡镇排名第十。

## 历史
盛泽镇地处太湖平原，河网密布，雨量充沛。
春秋时期，盛泽为吴越两国交界处。吴越相争，该地时而为吴地，时而为越境。据民国《嘉兴新志》载：周敬王二十四年（前496）吴越交战之槜李，即在今嘉兴县南部，为吴之南境。盛泽地处嘉北，当属吴地。周元王三年（前473）亦即吴王夫差二十三年，吴为越所灭，此地属越境。此后，归属屡有变更，唐中期后盛泽为嘉兴之澄源乡地。后梁开平三年（909），吴越王钱镠割吴县南地松陵，嘉兴北境之绮川、平望、震泽、澄源、范隅、久咏六乡，置吴江县，盛泽始属吴江县。
明弘治年间，盛泽仍以村名，居民仅五、六十家。嘉靖《吴江县志》始称盛泽为市。清顺治四年（1647）建镇制。乾隆五年（1740）移驻县丞。咸丰十年（1860）七月初二至同治二年（1863）春，太平军在盛泽建立地方政权，盛泽在此期间划归绣水县（即浙江秀水县，因太平天国讳秀）。
辛亥革命后，吴江、震泽两县复合为吴江县，全县划为六市十二乡，盛泽为六市之一。民国18年（1929）8月，全县十八市乡划并为十个区，盛泽设第三区。民国26年7月，日军侵华，11月9日盛泽镇沦陷。民国29年，汪伪政权仍设盛泽为第三区，民国31年7月改称第四区。抗日胜利后，国民政府军队于民国34年8月16日接管政权，盛泽复为第三区。
1949年5月6日盛泽解放，成立盛泽区人民政府，盛泽为区属镇。
1950年1月升格为县直属镇。
1988年12月盛泽镇与盛泽乡合并，撤销盛泽乡建置，实行镇管村体制。
2003年，南麻镇、坛丘镇并入盛泽镇。

## 行政区划

### 民国时期
清初，盛泽镇区主要由西肠、充字两圩组成，农村辖44圩。
同治年间，盛泽镇区由5圩组成，农村辖范隅上乡的23都，澄源上乡的18都、20都、21都、22都等36图139圩。
民国初年，镇区范围仍沿旧袭。民国18年（1929）8月，镇区划分为盛东、盛南、盛西、盛北、盛中等5镇，农村划分为桃源、澄溪、茅塔、溪南、溪北、大谢、北王、大钟、长甸、莺南、娄下、耽字、谢溪、南昆、黄溪、五牛、北角等17乡。
1934年3月，5镇仍袭旧制。农村重新划分：原莺南、耽字两乡合并为莺南乡；北角、黄溪和大钟之北角、东角、大珣、新镇、铭字5圩以及南昆乡之阔字、大陈、小陈3圩，划并改为红豆乡；大钟乡之大钟、小钟、南角、钳字等圩并入谢溪，改名红梨乡；娄下、五牛两乡合并，仍名娄下乡；长甸乡之余字圩划入溪北，并由第7区划入霖安乡。镇区辖有：盛东镇辖36闾，194邻；盛南镇辖25闾，121邻；盛西镇辖20闾，147邻；盛北镇辖37闾，184邻；盛中镇辖45闾，233邻。农村辖有：莺南、红豆、红梨、娄下、长甸、桃源、北王、南昆、澄溪、茅塔、溪南、大谢、溪北、霖安等14乡，计552闾，2665邻。
1934年底改闾邻为保甲制后，盛泽全区辖5镇，14乡，计106保，1345甲。
1946年8月，原盛中、盛西镇合并为盛南镇，盛南、盛东、盛北镇合并为盛北镇，并将桃源乡大饱圩仍划入镇境。农村原13乡划为大谢、长安、溪南、溪塔、红豆、楼莺、南澄、镜源等8乡。
1947年10月，盛南、盛北合并为盛泽镇。原红豆、楼莺扩并为洪福乡，南澄、镜源扩并为新杭乡，长安、溪南扩并为忠介乡，大谢、溪南扩并为谢圣乡。镇、乡下仍为保甲，计102保，1097甲，其中镇区有24保，354甲。

### 共和国时期
1950年1月，盛泽镇升为县直属镇，下设16个街道居民委员会，街道下编居民小组。
1957年建立4个护仓点，各辖4个街区。
1960年7月，全镇成立工厂、花园、太平、里安、荡口及红星6个管理区，1962年7月改为5个联合办事处：太平联办，工厂联办，花园联办，里安联办，红星管理区改为蔬菜大队。
1981年撤销联合办事处，恢复街道居民委员会。至1986年7月，全镇有16个街道居民委员会、6个新村居民委员会和1个蔬菜大队。
1988年12月盛泽镇与盛泽乡合并，撤销盛泽乡建制，实行镇管村体制，下辖32个行政村。2000年7月，坛丘镇并入盛泽镇，2003年12月，南麻镇又与盛泽镇合并。
2011年7月，盛泽镇启用全新的社区建制，原有的11个社区被重新划分为8个。
2013年，盛泽镇下辖8个社区、35个行政村。具体为：农村辖红洲、茅塔、圣塘、杨扇、兴桥、群铁、东港、前跃、幸福、黄家溪、北角、胜天、荷花、永和、盛虹、渔业、坛丘、人福、龙桥、郎中、溪南、双熟、北旺、南塘、坝里、大谢、坛丘渔业、西白洋、桥南、庄平、寺西漾、永平、龙北、沈家、七庄35个行政村，市镇辖目澜、衡悦、山塘、桥北、舜湖、镜湖、坛丘、南麻8个社区居委会。

### 现辖
桥北社区、坛丘社区、盛虹社区、永和社区、茅塔社区、杨扇社区、蔬菜社区、盛渔社区、郎中社区、西白洋社区、谭渔社区、南麻社区、舜湖社区、衡悦社区、山塘社区、目澜社区、镜湖社区、东港村、红洲村、圣塘村、兴桥村、群铁村、前跃村、幸福村、黄家溪村、北角村、胜天村、荷花村、坛丘村、双熟村、人福村、龙桥村、溪南村、北旺村、南塘村、坝里村、大谢村、桥南村、永平村、龙北村、沈家村、七庄村、庄平村和寺西洋村。

## 经济
盛泽镇是著名的鱼米之乡，历史上很早就发展了大规模的蚕桑丝绸业，号称绸都，享有“日出万绸，衣被天下”的美誉。现在镇内拥有国内最大的丝绸纺织品专业市场——中国东方丝绸市场。现在，盛泽镇仍然是吴江区的经济重镇，工商业均占很大份额。

### 概况
2012年，盛泽镇实现地区生产总值302.5亿元，增长11.15%；完成公共财政预算收入23.13亿元，增长15.36%；完成全社会固定资产投资115亿元，增长20.02%；东方丝绸市场交易额达到945亿元，增长15.1%。
2014年，全年实现地区生产总值340.89亿元，公共财政预算收入实现24.5亿元，全口径财政收入46.45亿元，全社会固定资产投资完成128亿元，东方丝绸市场交易额继续实现超千亿，全国中小城市百强镇排行榜盛泽镇列第十三位。

### 第一产业
农副业是盛泽镇经济发展的重要基础。除了农田基本建设外，先后建成驼鸟、特种水产、苗猪、蔬菜、蚕桑、苗木等种养基地数十个。
2013年，盛泽镇农林牧副渔总收入3.90亿元。实种水稻、小麦、油菜面积分别为3.38万亩（2253.33公顷）、2.99万亩（1993.33公顷）、1706.47亩（113.76公顷），总产分别2.15万吨、1.05万吨和295.2吨，实现总收入8154.04万元；水产养殖面积9322亩（621.47公顷），全年渔业总收入6797.33万元；苗木种植面积9374亩（624.93公顷），果品面积1009亩（67.27公顷），全年实现林果收入1.20万元；常年蔬菜面积3209亩（213.93公顷），季节性蔬菜4000亩（266.67公顷），上市蔬菜1.93万吨，总收入5776.02万元；桑地面积3309亩（220.6公顷），全年饲养蚕种670张，蚕茧总收入135.22万元。全年出栏生猪1.40万头，苗猪1.24万头，出栏禽类13.90万羽，出产蛋品1108.20吨，哺坊生产苗禽30万羽，畜牧业生产总收入6078.38万元。

### 第二产业
盛泽是一个有悠久历史的丝绸纺织重镇，早在明清时期就有发达的丝绸织造和繁荣的丝绸贸易，与苏州、杭州、湖州并称为中国的四大绸都。截止到2012年，全镇拥有各类企业2300多家，12万多台无梭织机，年产各类纺织品100亿米，300万吨纺丝能力，30亿米印染后整理产能。拥有4只中国驰名商标，2只国家级行业集体商标。2014年，全镇拥有各类纺织企业2500多家，13万多台无梭织机，年产各类纺织品100亿米，325万吨纺丝能力，30亿米印染后整理产能。位于盛泽镇区的中国东方丝绸市场创建于1986年，市场区域面积达到4平方公里，2014年市场交易额继续实现超千亿。

### 第三产业
2009年，盛泽镇完成服务业固定资产投资23.1亿元，增长13.85%，实现服务业增加值82.92亿元，增长17.2%，服务业占GDP比重提高；全社会用电量54.61亿千瓦小时，增长1.83%。2010年，盛泽镇全年实现服务业增加值80.2亿元，比2009年增长19.5%。2013年，盛泽镇服务业增加值146亿元，占地区生产总值比重63.2%，比重比2012年提高2%，服务业税收18.1亿元。

## 交通
2000年以后，大规模投资于镇区基础设施，形成了纵、横、环路结合的道路交通网，拥有若干广场、公园，城市化水平位于江苏各镇最前列。盛泽镇有 常台高速公路、 524国道和京杭大运河穿境而过，与 318国道、 312国道、 京沪高速公路- 沪蓉高速公路、 沪昆高速、 沪渝高速公路、 常嘉高速公路、 申嘉湖高速和太浦河相衔接。处于上海一小时经济圈内，具有良好的交通条件。
正在建设中的沪苏湖高铁，将途径盛泽镇并设站。

## 名人
- 唐仲英
- 程开甲
- 王雪蕉